# CH・グリーンブラット
CH・グリーンブラット（C.H. Greenblatt）ことカール・ハーヴェイ・グリーンブラット（Carl Harvey Greenblatt 1972年6月17日 - ）は、アメリカ合衆国のアニメーション演出家、ストーリーボードアーティスト、脚本家である。

## 経歴
小学生時代から漫画を描いて過ごす。テキサス大学オースティン校での4年間も漫画に費やす日々を送り、卒業後はテレビコマーシャルのアートディレクターとして従事。しかし、アニメーションマガジンの求人広告をきっかけにアニメ業界への転身を決意し、ニコロデオン・アニメーションスタジオに入社。
『スポンジボブ』の各話スタッフとしてアニメ業界でのキャリアをスタート。後にストーリーボードディレクターとして演出業も行う。その後はカートゥーンネットワークスタジオに移籍し『ビリー&マンディ』では脚本や絵コンテの他フレッド・フレッドバーガーの声優も務めた。アニメ業界に入った時から温めていたアイデアは2007年放送の『チャウダー』で形となり、同作は3シーズン制作された。
グリーンブラットはアニメーション表現を自らの漫画への情熱の延長と捉え、「ストーリーを伝え、面白く魅力的なキャラクターを創り出す手段」であると考えており、元々アニメ業界志望ではなかったことから「アニメーターになりたかったのではなく面白いキャラクターを通じて面白いストーリーを伝えたかった」と語っている
。

## 作品
1999年
- スポンジボブ（-2005年、脚本・絵コンテ・絵コンテ補佐・ストーリーボードディレクター）

2003年
- Whatever Happened to... Robot Jones?（脚本・絵コンテ）
- Free for All （絵コンテ）
- 邪悪なコンカルネ（脚本・絵コンテ）

2004年
- ビリー&マンディ（-2007年、脚本・絵コンテ）

2005年
- The X's（絵コンテ）

2007年
- チャウダー（-2010年、原作・監督・キャラクターデザイン・プロップデザイン・ストーリー原案・ストーリーボード・作詞）

2010年
- スイチュー! フレンズ（-2014年、脚本・ストーリーボード・演出）

2015年
- Harvey Beaks（-2017年、原作・監督・ストーリー原案・キャラクターデザイン・プロップデザイン・録音監督・ストーリーボード・演出）

2021年
- ジェリーストーン!（企画原案・監督・キャラクターデザイン・脚本・ストーリーボード・演出）